# Лог-над-Шкофьо Локо
Лог-над-Шкофьо Локо (словен. Log nad Škofjo Loko) — поселення в общині Шкофя Лока, Горенський регіон, Словенія. Висота над рівнем моря: 385,8 м.